# Diplotaxis atramentaria
Diplotaxis atramentaria är en skalbaggsart som beskrevs av Bates 1888. Diplotaxis atramentaria ingår i släktet Diplotaxis och familjen Melolonthidae. Inga underarter finns listade i Catalogue of Life.